# 2002 في المملكة المتحدة
فيما يلي قوائم الأحداث التي وقعت خلال عام 2002 في المملكة المتحدة.

## سياسة

### تعيين في المنصب
- 6 يونيو – تيريزا ماي وزير ظل الدولة للنقل [الإنجليزية]‏.

### انتهاء فترة المنصب
- 6 يونيو – تيريزا ماي وزير ظل الدولة للنقل [الإنجليزية]‏،وزير ظل الدولة للنقل [الإنجليزية]‏.
- 23 يوليو – جون بيركو أمين عام الظل الأول لوزارة المالية [الإنجليزية]‏.
- 14 أكتوبر – دافيد تريمبل الوزير الأول في أيرلندا الشمالية.

## رياضة
- 1 يناير – بطولة ويمبلدون 2002
- 1 يناير – كأس الأساتذة للتنس 2002

## ظهور
- 1 يناير – غيرلز الآود

## أفلام
من الأفلام التي صدرت هذه السنة في المملكة المتحدة:
- 1 يناير – الجنود الكلاب من إخراج نيل مارشال.
- 1 يناير – الجنة من إخراج توم تيكوير.
- 1 يناير – الساعات من إخراج ستيفن دالدري.
- 1 يناير – العنكبوت من إخراج ديفد كروننبرغ.
- 1 يناير – المنافس من إخراج رود لوري.
- 1 يناير – بعد 28 يوما من إخراج داني بويل.
- 1 يناير – ذا كوايت أميركان من إخراج فيليب نويس.
- 1 يناير – راهبات مجدلين من إخراج بيتر مولان.
- 1 يناير – ريزدنت إيفل من إخراج بول أندرسون.
- 1 يناير – عهد النار من إخراج روب بومان.
- 1 يناير – عيد ميلاد فتاة من إخراج Jez Butterworth [الإنجليزية]‏.
- 1 يناير – كا-19 صانعة الأرامل من إخراج كاثرين بيغلو.
- 1 يناير – كونت مونتي كريستو من إخراج كيفن رينولدز.
- 1 يناير – منتزه جوسفورد من إخراج روبرت ألتمان.
- 1 يناير – وحش مثير من إخراج جوناثان غلازر.
- 19 مارس – دعوى قضائية ضد البابا من إخراج كولم أوجورمان.
- 11 أبريل – لفها مثل بيكام من إخراج غريندر شاذا.
- 14 مايو – كوز الذهب من إخراج جيمس أيفوري.
- 24 مايو – عازف البيانو من إخراج رومان بولانسكي.
- 11 يونيو – لارا كروفت: تومب رايدر من إخراج سيمون ويست.
- 3 نوفمبر – هاري بوتر وحجرة الأسرار من إخراج كريس كولومبوس.
- 22 نوفمبر – مت في يوم آخر من إخراج Lee Tamahori [الإنجليزية]‏.
- 20 ديسمبر – عصابات نيويورك من إخراج مارتن سكورسيزي.

## برامج ومسلسلات وأنمي
- بينغو

## كتب
من الكتب التي صدرت هذه السنة في المملكة المتحدة:
- 1 يناير – على أكتاف العمالقة من تأليف ستيفن هوكينج.
- 1 يناير – ما الخطأ الذي حدث؟ من تأليف برنارد لويس.

## مواليد

### يونيو
- 5 يونيو – لويس ماكدوغال ممثل بريطاني.

### أكتوبر
- 1 أكتوبر – ميلو باركر

## وفيات

### يناير
- 19 يناير – جيف أستول (مواليد 1942) لاعب كرة قدم إنجليزي.

### فبراير
- 7 فبراير – توني بوند (مواليد 1945) سائق رالي من المملكة المتحدة.
- 9 فبراير – مارجريت كونتيسة سنودون (مواليد 1930)
- 16 فبراير – والتر وينتربوتوم (مواليد 1913) لاعب ومدرب كرة قدم إنجليزي.

### مارس
- 30 مارس – إليزابيث باوز ليون (مواليد 1900)

### مايو
- 18 مايو – ديفي بوي سميث (مواليد 1962) مصارع محترف من المملكة المتحدة.
- 21 مايو – روي بول (مواليد 1920) لاعب كرة قدم إنجليزي.

### يونيو
- 17 يونيو – أنتوني جيم ساتون (مواليد 1925) كاتب بريطاني.

### يوليو
- 28 يوليو – أرشر مارتين (مواليد 1910) كيميائي بريطاني.

### أغسطس
- 14 أغسطس – بيتر هنت (مواليد 1925) مونتير من المملكة المتحدة.
- 31 أغسطس – جورج بورتر (مواليد 1920) كيميائي بريطاني.

### سبتمبر
- 3 سبتمبر – ديرك تير هار (مواليد 1919) فيزيائي هولندي.

### نوفمبر
- 2 نوفمبر – تشارلز شيفيلد (مواليد 1935)
- 3 نوفمبر – لوني دونيغان (مواليد 1931)
- 15 نوفمبر – مايرا هيندلي (مواليد 1942) مجرمة من المملكة المتحدة.
- 22 نوفمبر – أيين جون هوك (مواليد 1948)

### ديسمبر
- 1 ديسمبر – جاك أبوت (مواليد 1943) لاعب كرة قدم بريطاني.